# Lucius Æmilius Mamercinus (tribun consulaire en -389)
Pour les articles homonymes, voir Aemilius Mamercinus.
Lucius Aemilius Mamercinus est un homme politique de la République romaine du début du IVe siècle av. J.-C., six fois tribun militaire à pouvoir consulaire entre 391 et 380 av. J.-C., une magistrature qui s'est substituée un temps au consulat.

## Famille
Il est membre des Aemilii Mamercini, branche patricienne de la gens des Aemilii. Il est le fils de Mamercus Aemilius Mamercinus, dictateur en 437, 434 et 426 av. J.-C. Son nom complet, tel qu'il apparaît dans les fastes capitolins, est Lucius Aemilius Mam.f. M.n. Mamercinus. Il est le frère de Manius Aemilius Mamercinus, consul en 410 av. J.-C., et le père de Lucius Aemilius Mamercinus, consul en 366 et 363 av. J.-C. Les fastes et Diodore de Sicile donnent le cognomen Lucius mais Tite-Live donne celui de Marcus. Selon Tite-Live, Lucius Aemilius ne commence sa série de tribunat qu'en 389 av. J.-C. et précise donc iterum suivi du chiffre V. Selon les fastes capitolins, Lucius Aemilius a été six fois tribun, précisant le chiffre VI pour l'année 380 av. J.-C.

## Biographie

### Premier tribunat consulaire (391)
En 391 av. J.-C., il est tribun militaire à pouvoir consulaire, avec cinq autres collègues, dont son cousin Caius Aemilius Mamercinus. Durant leur tribunat, Volsinies est vaincue et accepte une trêve de vingt ans tandis que des raids sont menés sur le territoire des Salpinates,.

### Deuxième tribunat consulaire (389)
En 389 av. J.-C., il est tribun consulaire pour la deuxième fois, avec de nouveau cinq autres collègues,. Lucius Aemilius prend le commandement dans la guerre contre les Étrusques tandis que son collègue Aulus Manlius Capitolinus reste près de Rome. Marcus Furius Camillus est finalement nommé dictateur pour prendre en main les opérations militaires après que les Étrusques se sont emparés de Sutrium. Il défait les Volsques, les Èques et les Étrusques et célèbre un triomphe,.

### Troisième tribunat consulaire (387)
En 387 av. J.-C., il est tribun consulaire pour la troisième fois, avec cinq ou sept collègues,. Quatre nouvelles tribus sont créées, la Stellatina, la Tromentina, la Sabatina, l'Arniensis, portant à vingt-cinq le nombre de tribus romaines,. Durant leur mandat, le tribun de la plèbe Lucius Licinius provoque quelques remous politiques en soulevant la question du partage des territoires pontins. Cette même année, le duumvir Titus Quinctius Cincinnatus Capitolinus procède le 1er juin à la dédicace du temple de Mars voué durant la guerre contre les Gaulois.

### Quatrième tribunat consulaire (383)
En 383 av. J.-C., il est tribun consulaire pour la quatrième fois avec trois ou cinq collègues,. Les tribuns poursuivent la guerre contre les Volsque et quelques cités latines.

### Cinquième tribunat consulaire (382)
En 382 av. J.-C., il est tribun consulaire pour la cinquième fois avec trois ou cinq collègues,. Les tribuns poursuivent les opérations militaires contre Velitrae et Préneste.

### Sixième tribunat consulaire (380)
En 380 av. J.-C., il est tribun consulaire pour la sixième et dernière fois avec sept collègues,. Les tribuns sont contraints de nommer Titus Quinctius Cincinnatus Capitolinus dictateur pour mettre fin à la guerre contre les Latins. Ce dernier défait les Latins sur l'Allia, s'empare de neuf de leurs villes et obtient la reddition de Préneste. Il célèbre un triomphe à son retour à Rome pour ses victoires.